# Metabiantes pusulosus
Metabiantes pusulosus is een hooiwagen uit de familie Biantidae.